# Vizesrét
Vizesrét (szlovákul: Mokrá Lúka, németül: Nassewiese) község Szlovákiában, a Besztercebányai kerületben, a Nagyrőcei járásban.

## Fekvése
Nagyrőcétől 3 km-re délkeletre, a Murány-patak partján fekszik.

## Története
A település első írásos említése 1427-ből származik „Kerekreth” alakban. 1430-ban „Mokra Lehota”, 1468-ban „Mokra Lucca”, 1502-ben „Nase Wiese”, „Wizes Reth”, 1557-ben „Mocra Lwka”, 1582-ben „Mukra Luka alias Vizesret” alakban említik. Első említésekor a jolsvai uradalomhoz tartozott és 25 portával adózott az Ilsvai családnak. A 15. század közepétől a murányi váruradalom része. A század végén már két vaskohó működött a határában, melyek első írásos említése 1557-ből származik. A lakosság száma a 16. században fokozatosan csökkent. Az 1551-es adóösszeírás szerint 19 család élt a településen, közülük 16 jobbágy és 3 zsellércsalád volt. 1556-ban megrohanta a török, házait felégette, lakóit pedig rabságba hurcolta. Lakói közül csak heten menekültek meg. 1557-ben újabb török támadás érte, ekkor csak két háza maradt épen. Lakói ezután évi 40 arannyal adóztak a töröknek. A 17. század elejétől 1685-ig a falu már évi 15 arannyal többet fizetett. A középkortól lakói szénégetéssel és kohászattal, kovácsmesterséggel, tímármesterséggel is foglalkoztak.
A 17. század végén vándorolt be a faluba a Sturman család, akik nagy szerepet játszottak az üzleti életben, a vasiparban és 1699-ben I. Lipóttól nemességet kaptak. Csakhamar a falu legfőbb birtokosává léptek elő. A község legrégibb pecsétje 1701-ből származik. A 18. századtól vasat gyártottak, a 19. század elején pedig két vashámor működött a területén.
A 18. század végén Vályi András így ír róla: „VIZESRÉT. Magyar falu Gömör Várm. földes Ura Gr. Koháry Uraság, fekszik N. Rőczéhez nem meszsze, és annak filiája; földgye rozsot, és zabot terem, legelője épen nem elég, fája van, piatza Jolsván; a’ vas műhelyek is közel vagynak hozzá.”
1828-ban 85 házában 827 lakos élt, akik főként mezőgazdasággal foglalkoztak. 1829. július 24-én nagy tűzvész tört ki a faluban, melyben az egész település leégett. Nem menekült meg a templom, a plébánia és az iskola sem.
A 19. század közepén Fényes Elek eképpen írja le: „Vizesrét, Mokra-Lauka, Gömör v. tót f. Nagy-Rőcze és Lubenyik között: 126 katholik., 701 evang. lak. evang. anya sz. egyház. Vashámorok. F. u. hg. Koburg. Ut. p. Rosnyó.”
Borovszky Samu monográfiasorozatának Gömör-Kishont vármegyét tárgyaló része szerint: „Vizesrét, murányvölgyi tót kisközség, 90 házzal és 805 ág. h. ev. és róm. kath. vallású lakossal. Hajdan Jolsva tartozéka volt és 1427-ben Kerekrét néven említik. A jolsvai uradalom, illetőleg a murányi vár birtokaival együtt, a Szász Coburg Gothai herczegi család tulajdonába ment át. A XVIII. században Nasse-Wiesen német és Mokro-Luka tót nevei is vannak és ekkor már vashámorral is dicsekszik. A községben két templom van; a róm. katholikus 1722-ben, az evangélikus 1802-ben épült. A község postája és távírója Nagyrőcze, vasúti állomása Vizesrét megállóhely.”
A trianoni diktátumig Gömör-Kishont vármegye Nagyrőcei járásához tartozott.

## Népessége
| Év:            | 1994. | 2004.    | 2014.   | 2024.   |
| -------------- | ----- | -------- | ------- | ------- |
| Emberek száma: | 458   | 536      | 513     | 545     |
| Eltérés:       |       | +17,03 % | -4,29 % | +6,23 % |

| Év:            | 2023. | 2024.   |
| -------------- | ----- | ------- |
| Emberek száma: | 557   | 545     |
| Eltérés:       |       | -2,15 % |

1880-ban 677 lakosából 11 magyar és 629 szlovák anyanyelvű volt.
1890-ben 748 lakosából 25 magyar és 705 szlovák anyanyelvű volt.
1900-ban 805 lakosából 44 magyar és 761 szlovák anyanyelvű volt.
1910-ben 770 lakosából 40 magyar és 717 szlovák anyanyelvű volt. Ebből 669 evangélikus, 85 római katolikus, 13 izraelita és 3 református volt.
1921-ben 748 lakosából 8-8 magyar és zsidó, 1 egyéb, 730 csehszlovák és 1 állampolgárság nélküli volt.
1930-ban 605 lakosából 1 magyar és 604 csehszlovák volt. Ebből 515 evangélikus, 73 római katolikus, 12 izraelita, 4 görög katolikus és 1 egyéb vallású volt.
1970-ben 600 lakosából 1 magyar és 599 szlovák volt. 
2001-ben 508 lakosából 3 magyar és 479 szlovák volt.
2011-ben 533 lakosából 7 cseh, 5 magyar, 490 szlovák, 1 egyéb és 30 ismeretlen nemzetiségű. Ebből 176 evangélikus, 120 római katolikus, 6 metodista, 171 nem vallásos és 53 ismeretlen vallású.

## Neves személyek
- Itt született 1844-ben Terray Gyula evangélikus főesperes, lelkész.
- Itt született 1757-ben Sturman Márton Gömör megyei birtokos, vasgyáros, a Gömöri vaskohászat fontos személyisége, egyházkerületi felügyelő, műpártoló.
- Itt szolgált 1707-1714 között Bahil János evangélikus lelkész, Bahil Mátyás apja.
- Itt született 1861-ben Terray Pál belgyógyász orvos, egyetemi tanár.

## Nevezetességei
- Evangélikus temploma 1785-ben épült.
- Római katolikus templomát 1902-ben építették a korábbi, a 18. század első negyedében épített barokk templom alapjain.

## Külső hivatkozások
- E-obce.sk Archiválva 2010. július 30-i dátummal a Wayback Machine-ben
- Községinfó
- Vizesrét Szlovákia térképén[halott link]
- A község a régió turisztikai honlapján Archiválva 2008. október 6-i dátummal a Wayback Machine-ben